# Turk-Schahi

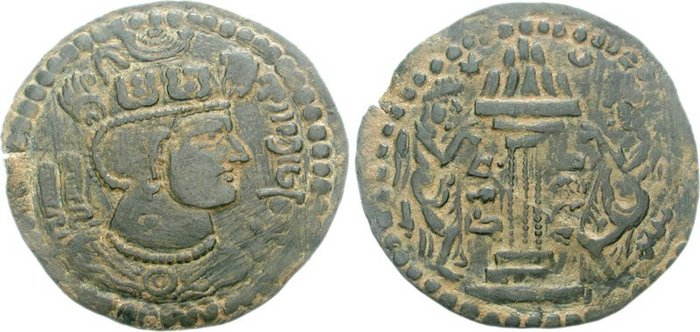
Münze des Turk-Schahi Tegin

Als Turk-Schahi wird eine türkische Herrscherdynastie bezeichnet, die vom 7. bis zum frühen 9. Jahrhundert im Raum des heutigen Kabul herrschte.
Die Turk-Schahis traten die Nachfolge der Nezak an, deren letzter König im Jahr 661 belegt ist. Wie diese spätantike Stammesgruppe der iranischen Hunnen, herrschten die Turk-Schahis schwerpunktmäßig in Kabulistan, aber auch in Zabulistan, wobei Kapisa weiterhin eine wichtige Rolle spielte. Vorstöße der Araber im späten 7. Jahrhundert (siehe Islamische Expansion) in diesen Raum konnten rasch unterbunden werden.
Die Turk-Schahis wandten sich früh dem Buddhismus zu, den sie förderten. In chinesischen Quellen wird ihr Reich als Jibin erwähnt. Es war in mehrere Fürstentümer unterteilt, wobei der König in Kabul und Udabhandapura weiter im Osten residierte. Beleg für den wirtschaftlichen nicht unbedeutenden Wohlstand ist die archäologische Ausgrabungsstätte Mes Aynak in Logar südöstlich von Kabul, das reich an Metallvorkommen ist und wo neben buddhistischen Heiligtümern auch kunstvoll verzierte Anlagen freigelegt und Münzfunde gemacht wurden.
Die erfolgreiche Abwehr der Araber und die Festigung ihres Herrschaftsgebiets haben die Turk-Schahis symbolisch herausgestellt. So bezeichnete sich ihr zweiter König Tegin als „König des Ostens“, was als direkte Reaktion gegenüber den Machtansprüchen des Kalifats über diesen Raum zu betrachten ist. Er ging sogar so weit, seine Abwehrbemühungen gegen das Kalifat besonders hervorzuheben, indem er sich als Phrom Gesar bezeichnete, als römischer Kaiser, während er gleichzeitig die Hilfe Chinas ersuchte. Allerdings führten rivalisierende Machtkämpfe in seiner Regierungszeit auch zu einer Spaltung der Reichs, als sich einer seiner Brüder zum Herrscher in Zabulistan erhob. Gleichzeitig suchten beide Könige um Anerkennung und wohl auch das Protektorat des chinesischen Kaisers. Ohnehin bestanden enge politische und wirtschaftliche Kontakte nach China, was unter anderem diverse (in chinesischen Quellen geschilderte) Gesandtschaften belegen, dessen politischer Einfluss in Zentralasien bis Mitte des 8. Jahrhunderts beachtlich war.
814/15 erlitt der Herrscher von Kabul eine empfindliche Niederlage gegen die Abbasiden. Einige Jahre darauf wurde die Herrscherfamilie gestürzt und die Araber drangen um 870 bis Kabul vor. Die neuen Herrscher in diesem Raum, die sogenannten Hindu-Shahis, setzten den Abwehrkampf gegen die muslimischen Angreifer aber noch Jahrzehnte erfolgreich fort.
Die Münzprägungen der Turk-Schahi orientierten sich eng an den Nezak-Vorbildern, deren charakteristische Stierkopfkrone sie beibehielten. Stier und Elefant, Zeichen von Stärke und Königsgewalt, waren als prominente Motive vertreten, wobei die Münzqualität zunahm. Die Münzprägungen wandelten sich aber im Laufe der Zeit.